# Sala Centenarului

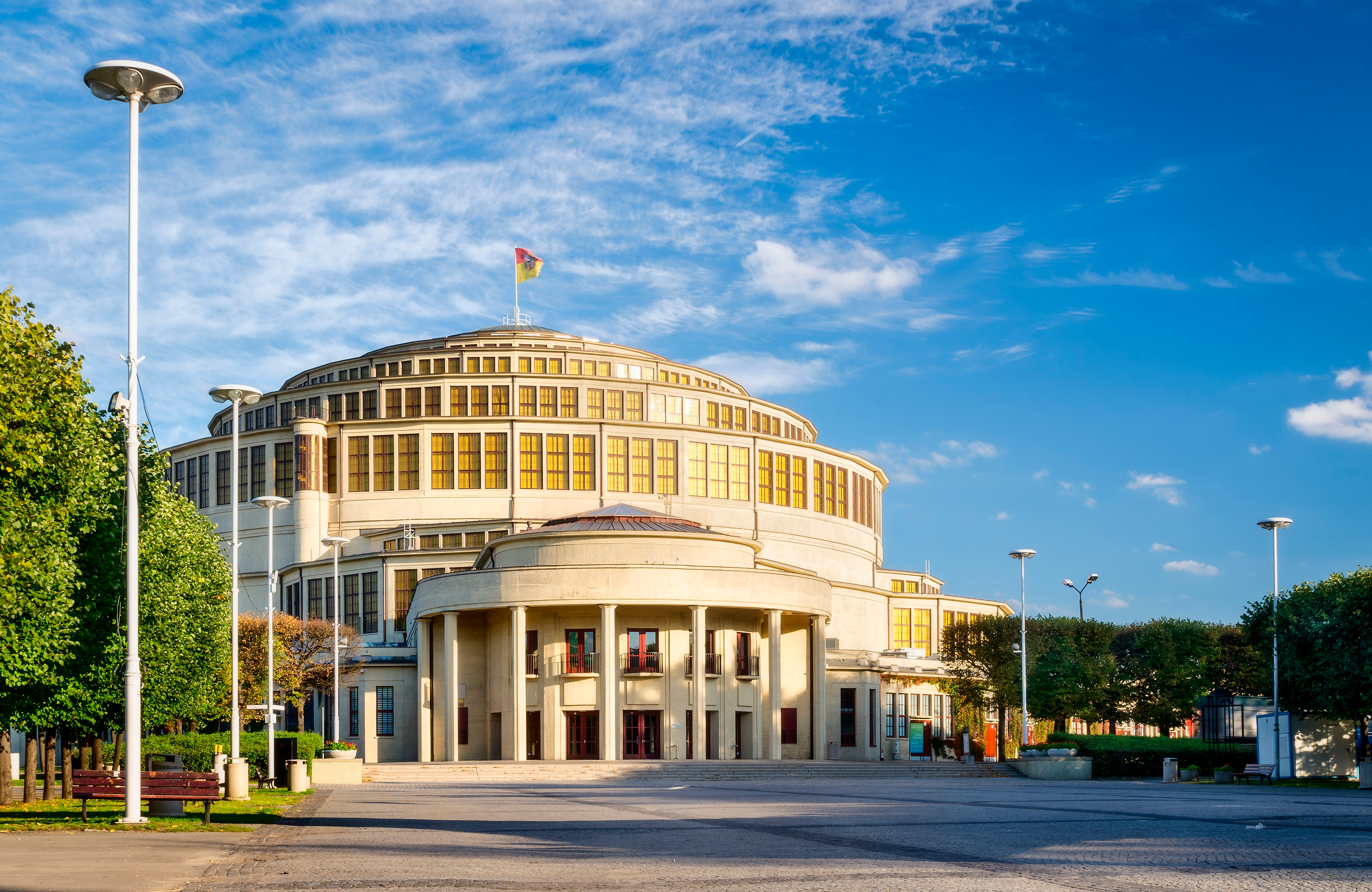
Sala Centenarului

Sala Centenarului  (în germană Jahrhunderthalle, în poloneză Hala Stulecia, fostă Hala Ludowa) este o clădire istorică din Wroclaw, Polonia. Aceasta a fost construită după planurile arhitectului Max Berg în 1911-1913, atunci când orașul făcea parte din Imperiul German. Max Berg a proiectat Sala Centenarului să servească drept structură multifuncțională pentru a găzdui „expoziții, concerte, spectacole de teatru și operă și evenimente sportive”.
Construcția și împrejurimile sunt vizitate frecvent de turiști și de populația locală. Aceasta se află aproape de alte atracții turistice populare, cum ar fi Grădina Zoologică din Wrocław, Grădina Japoneză, și Pergola cu havuzul.
Ca un prim punct de reper al arhitecturii din beton armat, clădirea a devenit unul dintre monumentele oficiale naționale istorice ale Poloniei desemnat astfel la 20 aprilie 2005, împreună cu cele Patru Cupole Pavilion, Pergola, și Iglica. Listarea sa este menținută de către Consiliul Patrimoniului Național din Polonia. Aceasta a fost, de asemenea, listată ca fiind unul din Locurile din Patrimoniul Mondial UNESCO în 2006.

## Istoria

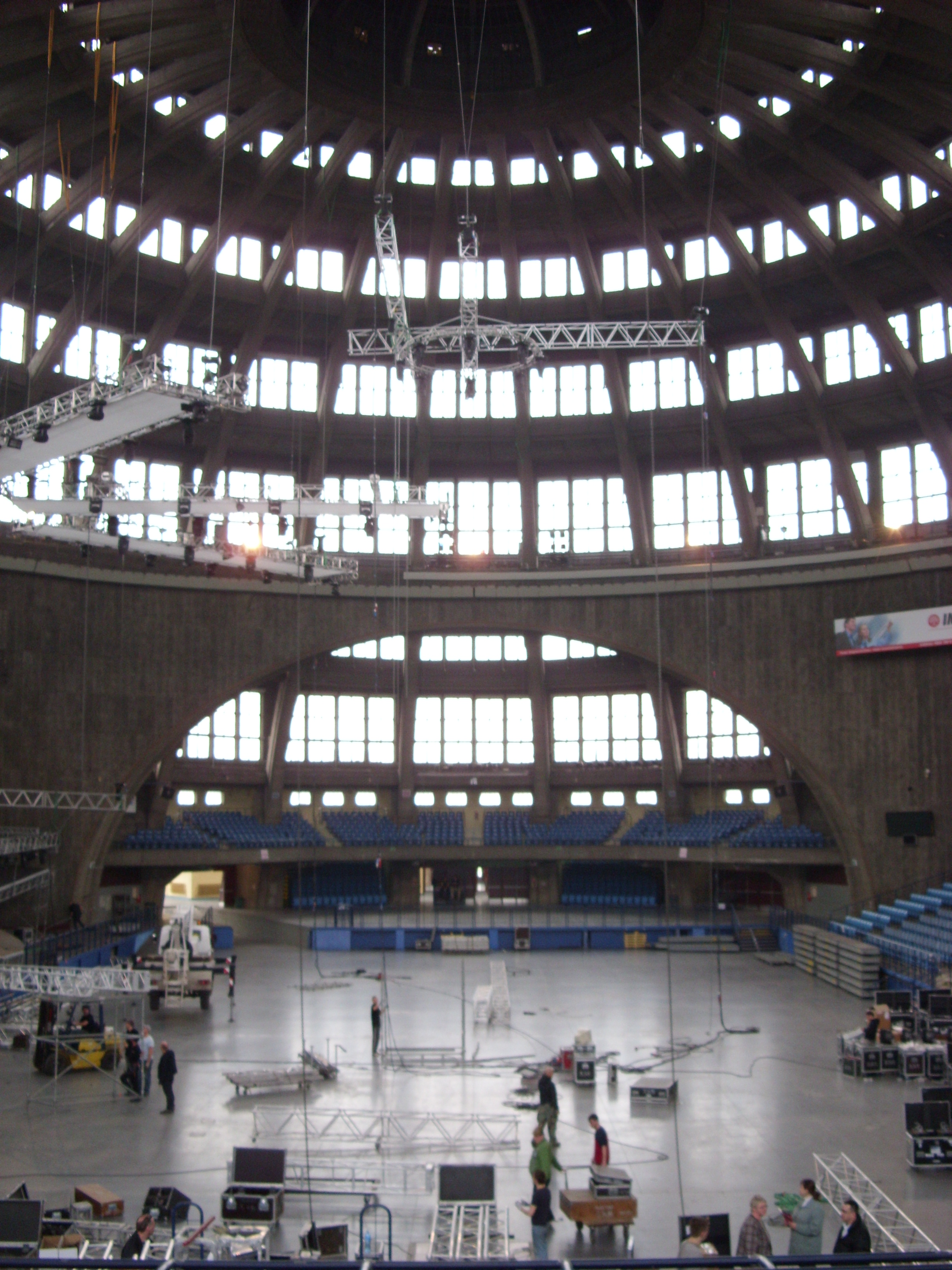
Interior

În capitala Sileziei, Breslau, la 10 martie anul 1813, regele Frederic Wilhelm al III-lea al Prusiei a chemat popoarele germane să se ridice împotriva ocupației lui Napoleon I, prin proclamația sa An Mein Volk. În luna octombrie a acelui an, în bătălia de la Leipzig, Napoleon a fost învins.
Deschiderea sălii a făcut parte din sărbătoarea de comemorare a 100 de ani de la bătălie, de unde și numele ei. Autoritățile municipale din Breslau au așteptat în zadar un ajutor de finanțare de la stat, în cele din urmă trebuind să suporte costurile enorme din propriile fonduri. Amenajarea terenului și a clădirilor din jurul sălii au fost decise de către Hans Poelzig, iar deschiderea a fost făcută pe 20 mai 1913 în prezența Prințului Moștenitor Wilhelm de Hohenzollern. Terenurile includ un iaz imens, cu fântâni, închis de o mare pergolă din beton în formă semieliptică. Dincolo de acesta, la nord, a fost amenajată o grădină japoneză. Dramaturgul Gerhart Hauptmann a pregătit special o piesă Festspiel în deutschen Reimen, dar punerea în scenă a lui Max Reinhardt a fost suspendată de către cercurile național-conservatoare pentru tendințele sale antimilitariste.
După evenimente, clădirea a fost utilizată mai mult în scopuri de agrement, găzduite pe terenurile de expoziții, folosite anterior pentru curse de cai. A fost, în mare parte, salvată de la devastare în urma asediului orașului din cel de-al Doilea Război Mondial și, după ce orașul a devenit parte a Republicii Populare Polone, potrivit Acordului de la Potsdam din 1945, sala a fost redenumită Hala Ludowa („Sala Poporului”) de către guvernul comunist. În 1948, o sculptură sub forma unui mare ac de metal înalt de 106 metri numit Iglica a fost instalată în fața clădirii. Sala a fost renovată în 1997 și în 2010. 
Sala Centenarului a găzduit EuroBasket 1963 și un tur preliminar din grupa A al turneului EuroBasket 2009.
Sala continuă să fie utilizată pentru evenimente sportive și concerte.
După renovarea din 2010, arena poate găzdui 10.000 de spectatori.

## Construcția
Cupola realizată pe modelul Festhalle Frankfurt a fost construită din beton armat, având un diametru interior de 69 m și o înălțime de 42 m. Era cea mai mare clădire de acest fel la momentul construcției. Cupola însăși are 23 m și este construită din oțel și sticlă. Jahrhunderthalle a devenit o clădire de referință în dezvoltarea structurilor de beton armat în secolul al XX-lea.

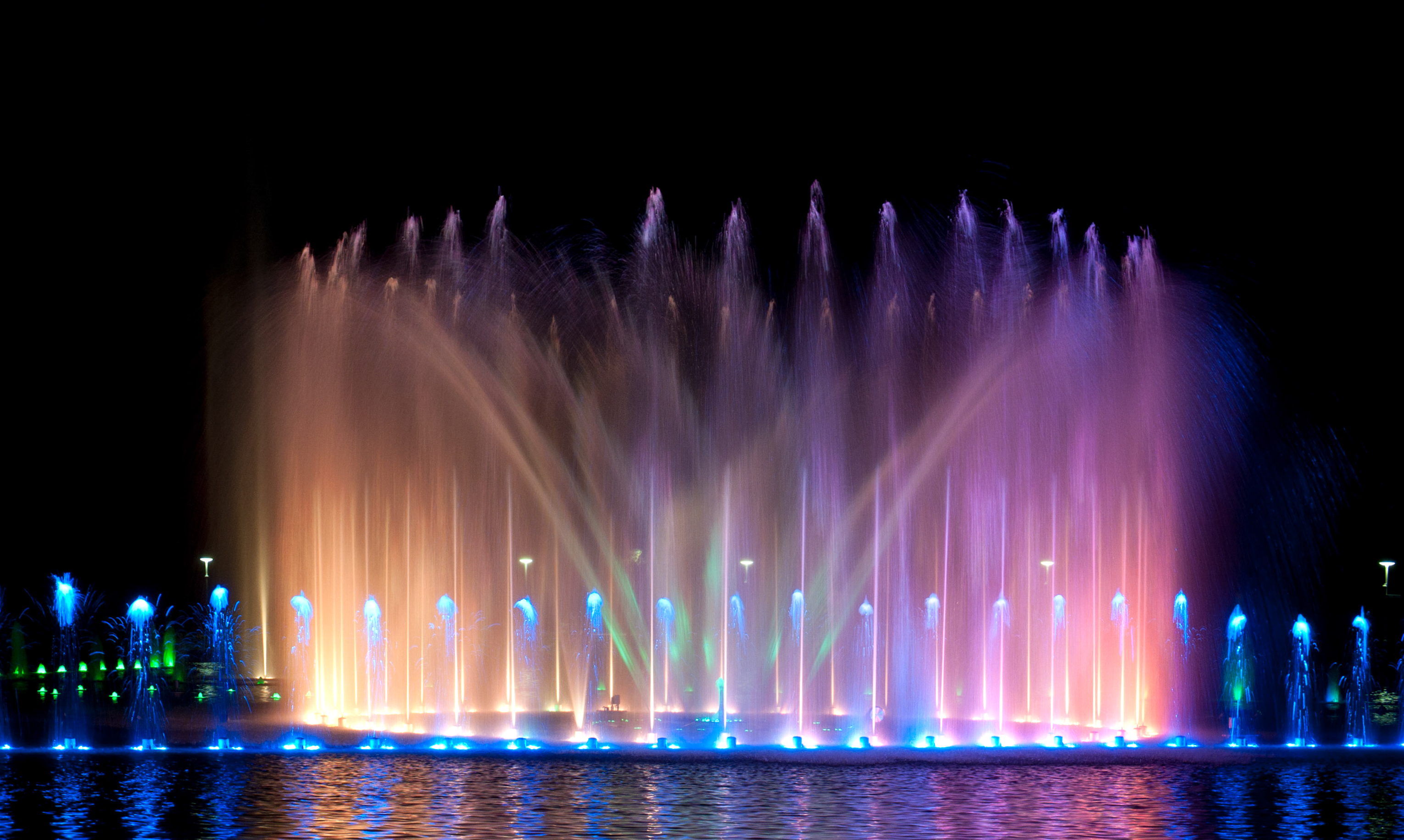
Fântâna Multimedia situată în apropierea Sălii Centenarului

Sala a fost inițial prevăzut cu o orgă Sauer construită de Walcker Orgelbau, care, pe atunci, cu cele 15.133 de tuburi și 200 de registre ale sale, era cotată ca fiind cea mai mare din lume. Pe 24 septembrie 1913, Karl Straube a fost primul care a cântat la orgă, piesa lui Max Reger Introducere, Passacaglia și Fuga pentru Orgă Op. 127, compusă special pentru a sărbători această ocazie. Cele mai multe părți ale orgii au fost transferate la Catedrala din Wrocław, reconstruită după cel de-al Doilea Război Mondial.

## Acces
Sala Centenarului se află la est de centrul orașului, dar se poate ajunge ușor la ea cu tramvaiul sau cu autobuzul.
Sala este deschisă zilnic pentru vizitatori, plătindu-se o mică taxă de intrare.